# Ярлуково (Грязинский район)

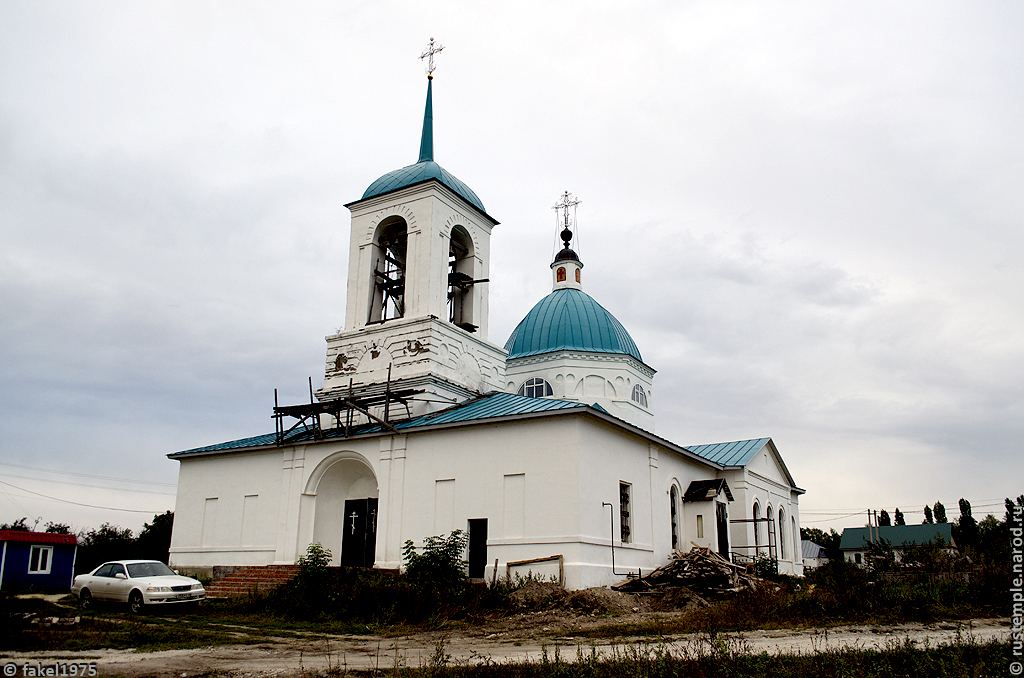
Богоявленская церковь в Ярлуково

Ярлу́ково — село Грязинского района Липецкой области. Административный центр Ярлуковского сельсовета. Расположено на берегу Матырского водохранилища.
Известно с XVII века. В XVIII веке село называлось Ерълуково. Современное наименование оно получило только в прошлом столетии. Название, вероятно, произошло от слова ерлык, что означает приказ монголо-татарских ханов, и, видимо, закрепилось здесь задолго до образования села.
В 1920-х годах часть жителей Ярлуково переселилась в новый посёлок Троицкий (ныне в Тамбовской области).
В советское время в Ярлуково построили профилакторий на 50 мест. В 2006 году он был реконструирован под базу отдыха.
В Ярлуково заканчивается реставрация Богоявленской церкви, построенной в 1809 году.
На дороге в село Малей находится кладбище.

## Население
| 2009 | 2010  | 2013  |
| ---- | ----- | ----- |
| 1636 | ↘1598 | ↗1934 |

## Пятиэтажные панельные дома
В 1983 году после затопления Матырского водохранилища в Ярлуково были построены несколько пятиэтажных панельных домов. 26 февраля 2008 года в результате взрыва бытового газа были повреждены конструкции одной из них — на Молодёжной улице, 3. Впоследствии часть дома была полностью разобрана. 11 декабря 2008 года здание восстановили и сдали в эксплуатацию.

## Переселенцы
В 1820-х годах из Ярлуково несколько семей переселились на реку Плавицу недалеко от села Березнеговатка. Там они основали деревню, которая стала называться так же, как и прежнее село, — Ярлуково.

## Известные уроженцы
- В Ярлуково в 1949 году родилась известная липецкая писательница А. И. Тамбовская.
- Бородин, Георгий Демьянович — Герой Советского Союза.